# Невский флот

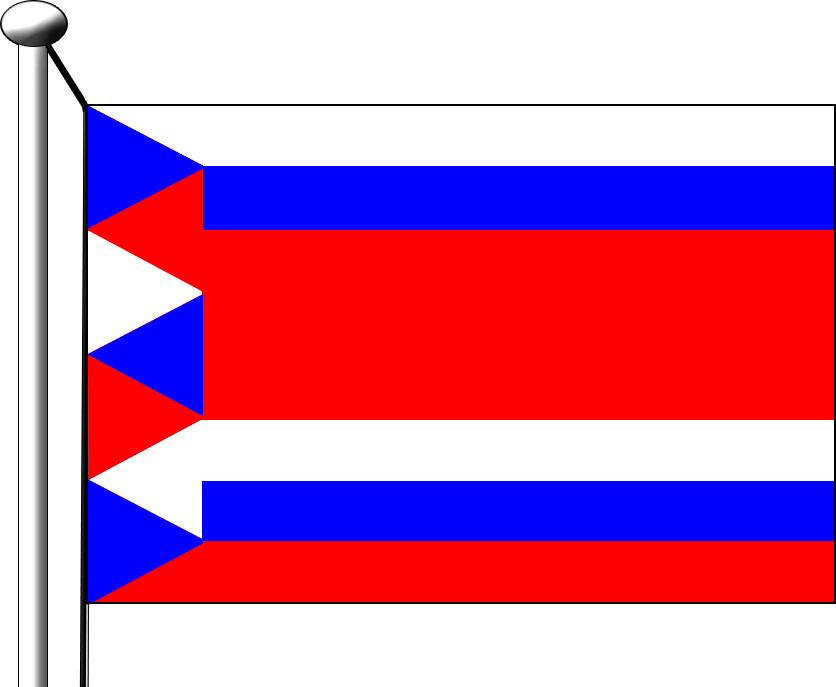
Яхт и буерный флаг Российской Империи. Высочайше утвержден Петром Великим 3.01.1720 года. Отменен 25.02.1797 года. Использовался судами Невского флота.

Невский флот — первый в мире яхт-клуб, учреждённый в Санкт-Петербурге, в 1718 году, Петром Первым.
Невский флот, образованный Петром Алексеевичем, чтобы приучить обывателей Санкт-Петербурга к плаванию по окружающим город водам, дал комиссару, начальствовавшему над ним звание — Адмирал невский. Это звание имел тайный советник флота Иван Степанович Потёмкин. Все обывательские небольшие парусные и гребные суда каждое воскресенье, по пушечному выстрелу, выходили в Большую Неву и под командою комиссара часа два или три упражнялись в эволюциях. Не прибывшие или не приславшие вместо себя своих людей подвергались штрафу, начиная с трёх рублей.

## Клуб при Петре I
Идея организации Невского флота пришла в голову Петру Великому вероятно ещё в 1716 году, когда по его указу в Санкт-Петербурге начала строительство малых судов Партикулярная верфь. 141 судно различных типов, построенное на Партикулярной верфи в 1716—1718 годах и составило так называемый Невский флот. Административное руководство и контроль над Невским флотом предоставлялись Невскому комиссару.
Постройка Невского флота обошлась государственной казне в 125 199 рублей 66 копеек. Всего было построено 10 яхт, 75 буеров, 10 торншхоутов, 21 баржа, 11 рябитов, 14 вереек.
Суда Невского флота передавались бесплатно высшим сановникам, флотским офицерам, кораблестроителям, Сенату, Синоду, Невскому монастырю и даже архиеереям и просто отдельным иностранцам в «вечное и потомственное владение, с тем, однакож, чтобы владельцы их починивали и вновь делали уже на свой счёт».
12 (23) апреля 1718 года был издан специальный устав или инструкция, затрагивающая аспекты деятельности Невского флота. Согласно уставу, члены Невского флота были обязаны:
1. Выходить на своём судне каждое воскресенье (допускалось не более двух «пропусков» в месяц) к назначенному комиссаром месту и ходить по Неве. от 2 до 4 часов (в зависимости от времени года).
2. Выходить на своём судне в любое время к указанному вывешенными флагами месту по специальному сигналу из пушки.

В обязанности Невского комиссара входила также регулярная (три раза в год: в мае, июле и октябре) проверка состояния судов Невского флота.
30 августа (10 сентября) 1724 года Невский флот провожал по Неве ботик Петра Великого.
После смерти Петра Первого суда Невского флота до 1731 года больше на Неву не выходили, хотя формально флот никто не упразднял.

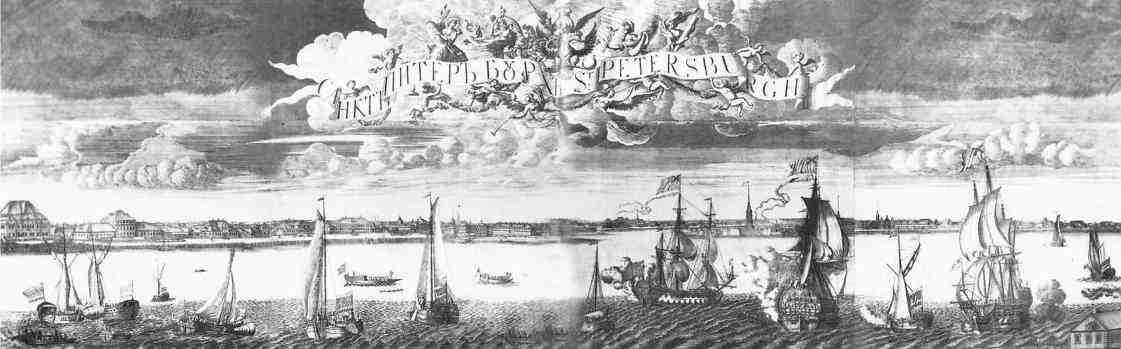
Гравюра Алексея Зубова «Вид Санкт-Петербурга», 1716. Яхты и корабли на Неве.

## Попытки восстановления и закрытие

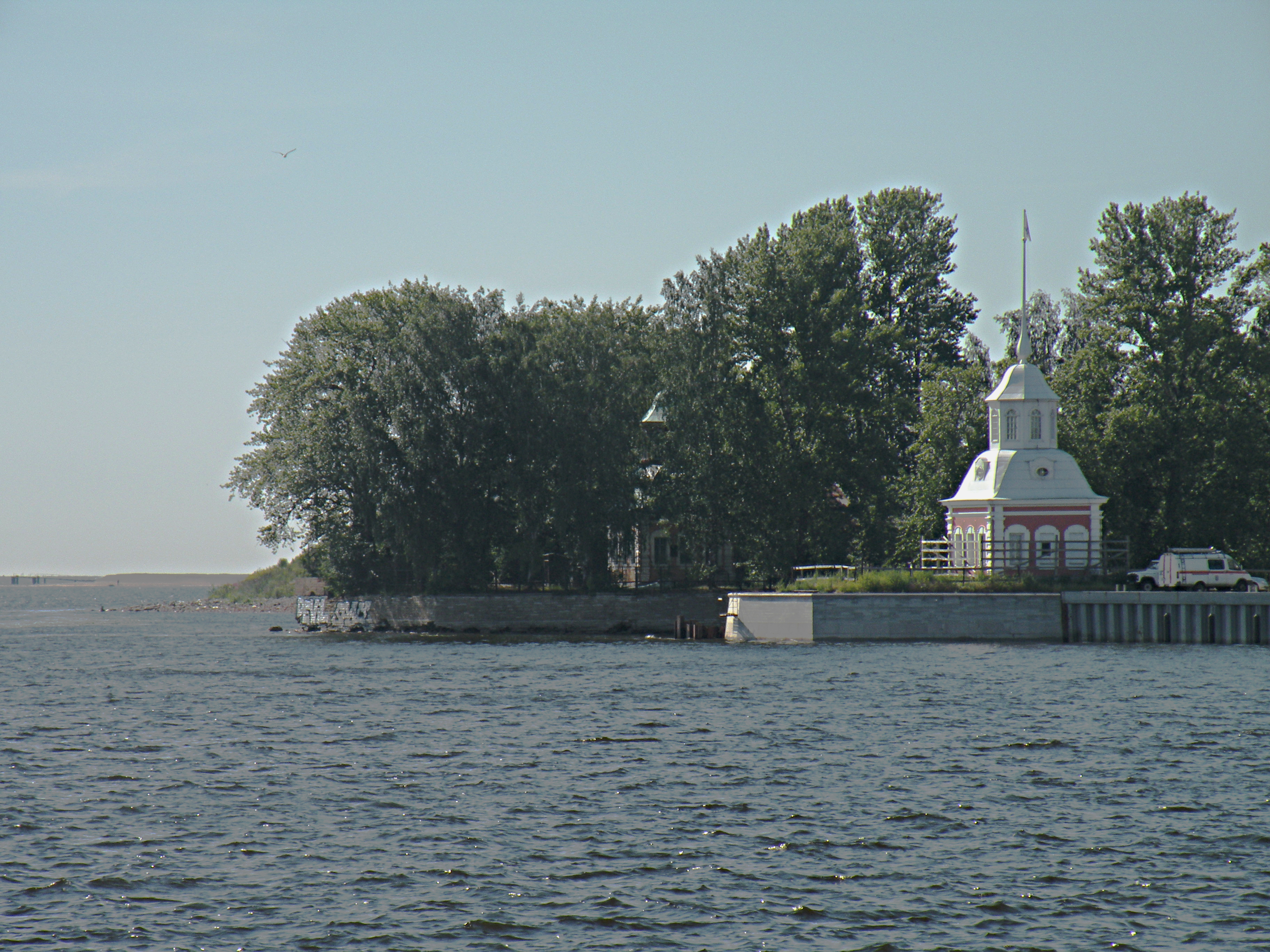
Вход в Галерную гавань В. О.

Попытки возрождения Невского флота принимались в течение царствования Анны Иоанновны и Елизаветы Петровны, но безрезультатно.
1 мая 1895 года император Николай II утвердил Устав Невского яхт-клуба с присвоением клубу наименования: Высочайше утверждённый Невский яхт-клуб, состоящий под Августейшим покровительством Ея Императорского Высочества Великой Княгини Ксении Александровны.
Официальной целью Невского яхт-клуба были провозглашены развитие парового и парусного спорта, путем содействия, включая субсидирование, спортивного судостроения и спортивного мореплавания. Яхт-клубу разрешалось также снаряжать морские научные экспедиции.

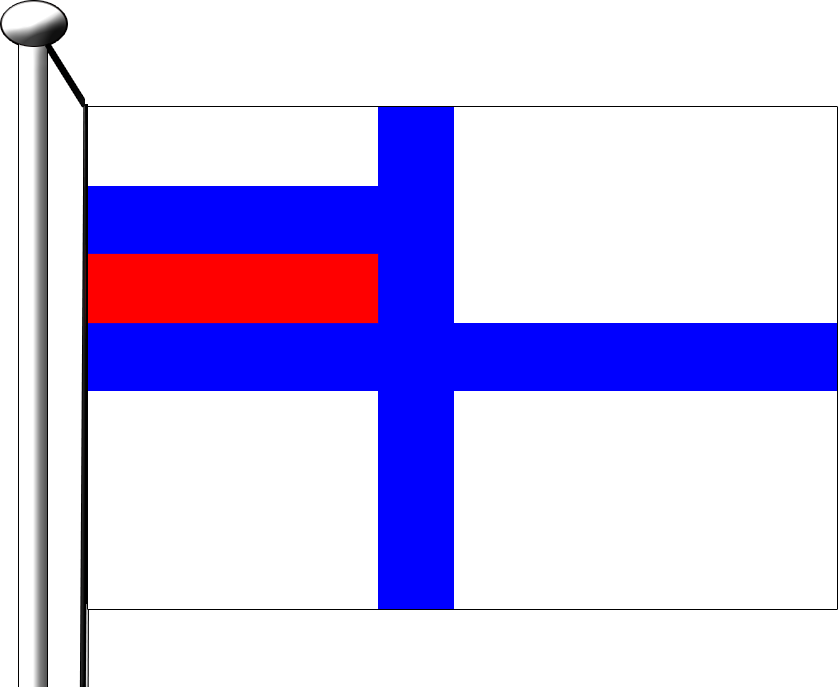
Российская Империя. Высочайше утверждённый Невский яхт-клуб, состоящий под Августейшим покровительством Ея Императорского Высочества Великой Княгини Ксении Александровны. Кормовой флаг судов яхт-клуба, утвержденный Уставом 1895г.

На рубеже XIX—XX веков морской спорт, который и сейчас является весьма затратным, был уделом не просто состоятельных, а богатых и очень богатых людей. В членах клуба числились многие члены императорской фамилии, включая Императора Николая II. Среди членов клуба были и известные специалисты морского и военного дела, как, например, адмирал С. О. Макаров.
Яхты были крупными (по сравнению с современными) парусными и паровыми судами, обслуживаемыми довольно многочисленными наёмными командами. Паровые яхты августейших особ и богатейших предпринимателей также ходили под флагами яхт-клубов. Кроме того под флагом Невского яхт-клуба ходила и парусно-паровая шхуна «Заря», на которой была совершена Русская полярная экспедиция под руководством барона Э. В. Толля в 1900—1902 гг.

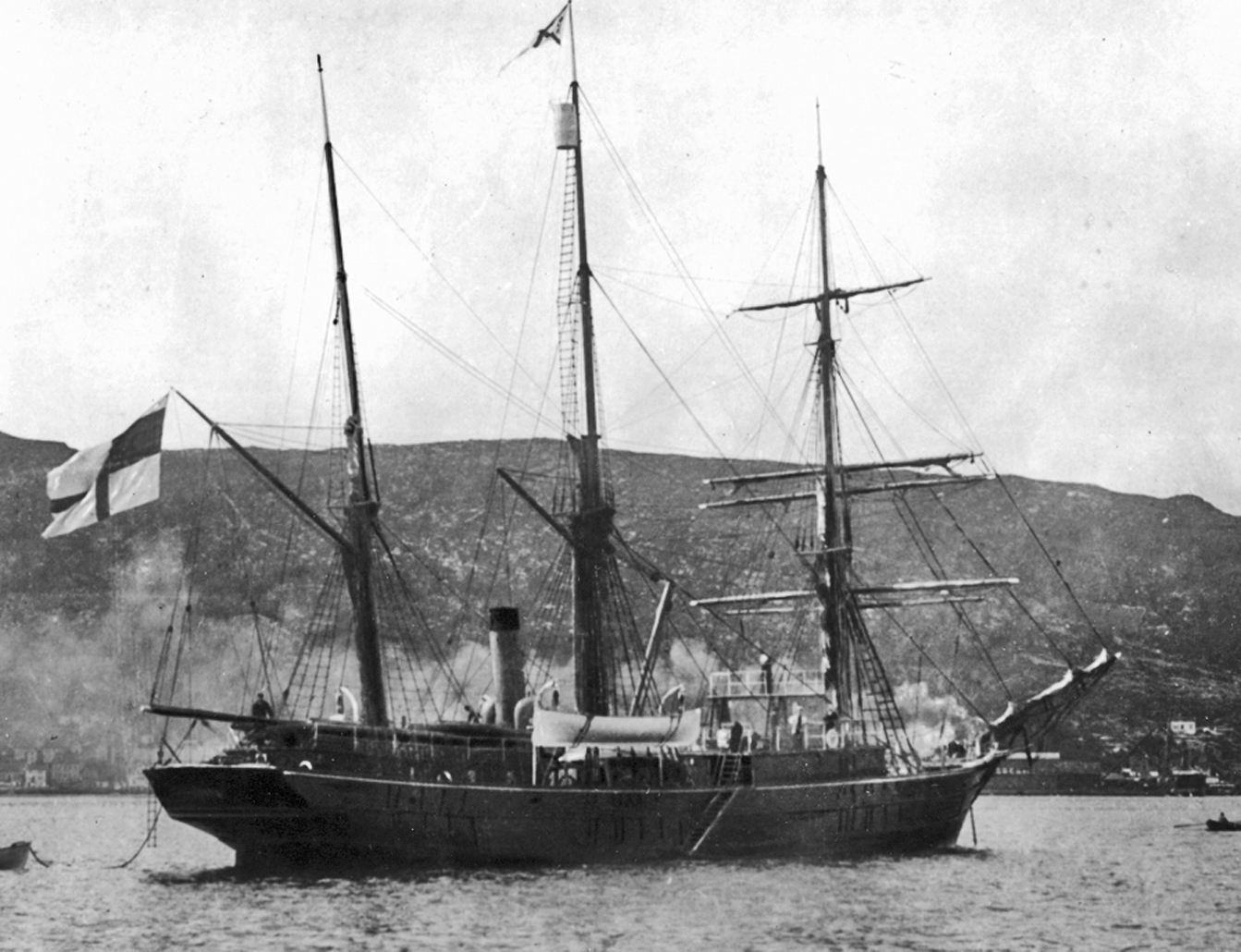
Шхуна экспедиции Э. В. Толля «Заря» под флагом Невского яхт-клуба. 1899 г.

После революций (переворотов), спустя 23 года, клуб снова был закрыт. Клуб вновь заработал в составе 81-го спортивного клуба ВМФ . После 2009 года клуб был признан нерентабельным. Директива Анатолия Сердюкова сообщает о выводе яхт-клуба с территории спортивного клуба ВМФ, что фактически означает его закрытие.
При этом общие затраты на воссоздание «Невского яхт-клуба» могут достигнуть почти $79 млн.

## Форма одежды и знаки различия[11][12][13]

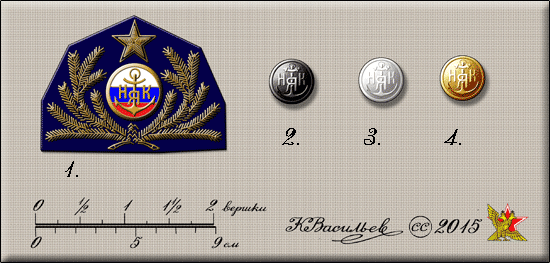
Знак и пуговицы Невского яхт-клуба:
1. Знак яхт-клуба на фуражки членов яхт-клуба и команд судов.
2. Пуговица на тёмно-синий костюм членов яхт-клуба.
3. Пуговица на белый костюм членов яхт-клуба.
4. Пуговица на форму вольнонаёмных команд Невского яхт-клуба.

Уставом Невского яхт-клуба образца 1895 года была установлена форма одежды, как для членов клуба, так и для вольнонаёмных команд судов клуба. Этот Устав ещё дважды (в 1898 и 1902 годах) переиздавался, но форма практически на изменилась. Кроме того, форма одежды Невского яхт-клуба послужила образцом для многих подобных организаций Российской империи.
Для членов клуба и вольнонаёмного командного состава судов (капитаны, шкиперы, штурманы, механики и их помощники) была установлена единая форма одежды, состоящая из двубортного гражданского костюма-тройки (скорее всего произвольного покроя) тёмно-синего или белого цвета и форменной фуражки. При этом, форменные пуговицы на пиджаке и жилете членов клуба были установлены чёрного (для синего костюма) или белого (для белого костюма) цвета. Пуговицы полагались матовые с полированным ободком и полированным знаком Невского яхт-клуба. У всего вольнонаёмного состава команд судов пуговицы были металлические позолоченные.
Фуражка для членов и командного состава клуба полагалась английского покроя темно-синего цвета с околышем, обтянутым, чёрной шёлковой лентой. На околыше размещался знак клуба. Для белого костюма фуражка полагалась белая с околышем, обтянутым белой лентой.
Для должностных лиц Невского яхт-клуба были установлены знаки различия в виде узких галунных нашивок вокруг обшлагов рукава. Почётному командору полагалось четыре нашивки, командору — три, вице-командорам — две и членам комитета клуба — одна. Есть основания считать, что реально эти знаки различия носили только вице-командоры и члены комитета, поскольку почётный командор и командоры были военнослужащими, а им на территории Российской империи ношение штатского платья воспрещалось.
В холодное время разрешалось носить тёмно-синее пальто с пуговицами и знаками различия, такими же, как на пиджаке.
Вольнонаёмным матросам Уставом было предписано носить тёмно-синюю фланелевую рубаху с тёмно-синими брюками или белую форменную рубаху с белыми брюками. Поскольку в Уставе клуба ничего не говорилось о цвете воротника и обшлагов форменки, то можно считать, что матросский воротник всегда делался из той же ткани, что и рубаха. На левом рукаве фланелевки и форменки вышивался красным шёлком знак клуба. Над ним вышивались угловые нашивки по одной за каждые два года службы на данной яхте или у данного судовладельца, но не более трёх нашивок. Вместо фланелевки могла носиться тёмно-синяя фуфайка с названием яхты на груди. Нарукавный знак в этом случае не носился.
В холодное время года матросами носилось тёмно-синее двубортное укороченное пальто (бушлат) с медными форменными пуговицами и знаком на рукаве, таким же, как и на фланелевке.
Матросы носили фуражку без козырька по флотскому образцу тёмно-синего цвета без кантов. На околыше носилась чёрная лента с названием яхты. С белой формой носился белый чехол на тулье. Вероятнее всего, на бескозырке никакой эмблемы не носилось.
Боцманы и старшие машинисты имели ту же форму, что и матросы, но вместо бескозырки носили фуражку английского образца со знаком клуба без украшающих его ветвей. Нарукавные знаки вышивались золотом.

Форма одежды членов Невского яхт-клуба и вольнонаёмных команд судов
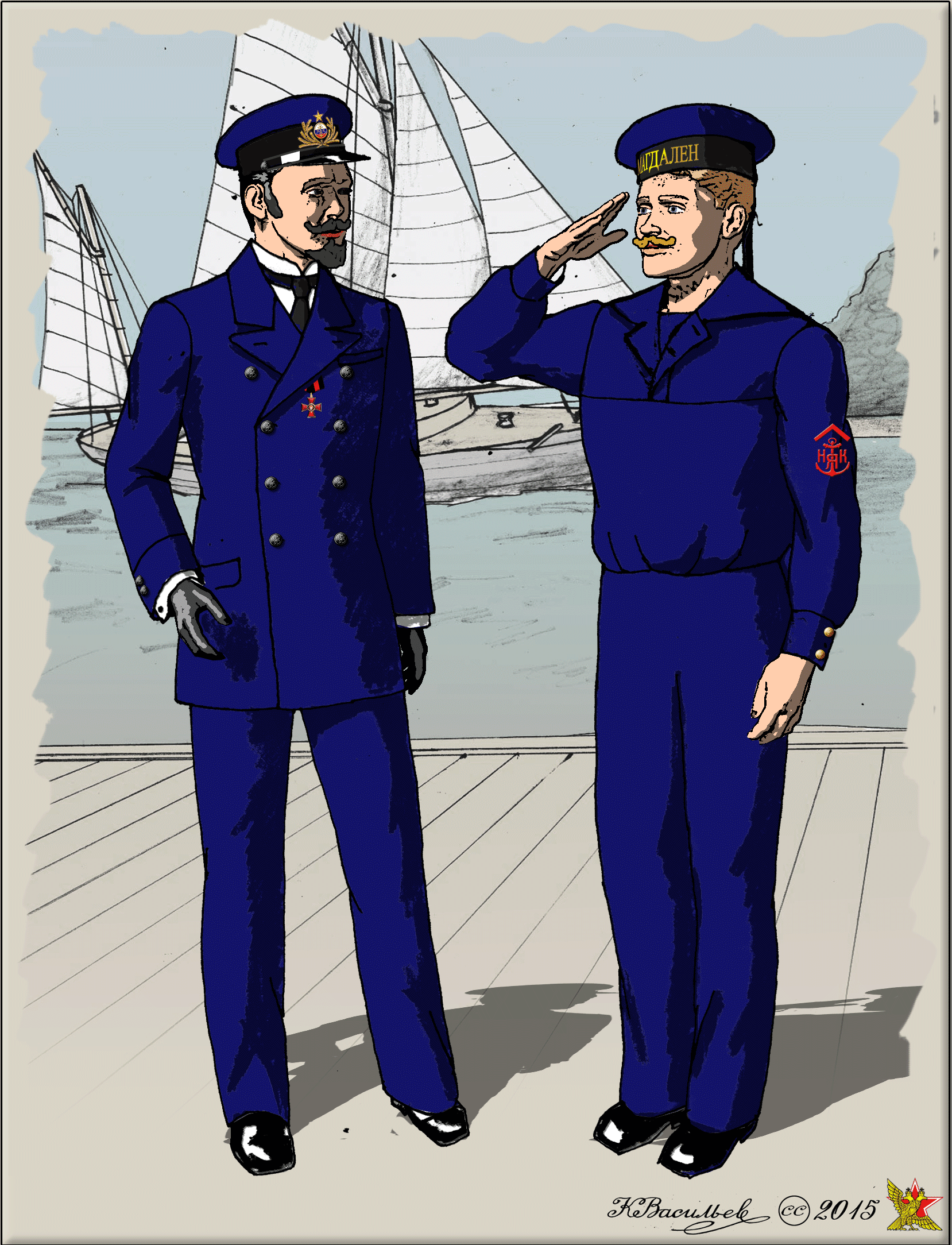
Слева член Невского яхт-клуба в синем костюме. Справа вольнонаёмный матрос Невского яхт-клуба в синей форме. На рукаве знак, присвоенный матросам яхт-клуба с угловой нашивкой за 2 года службы у данного судовладельца.
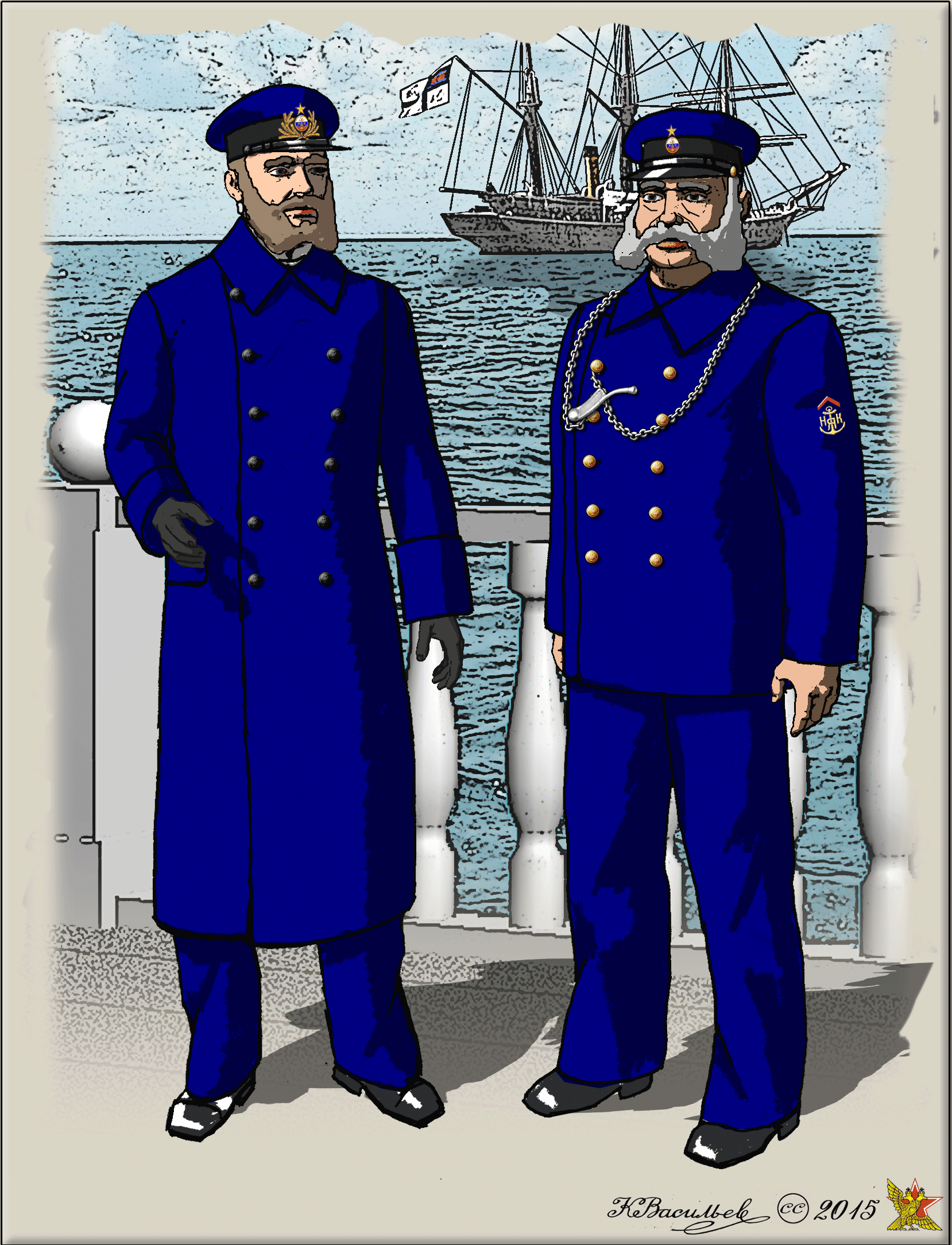
Слева член Невского яхт-клуба в пальто. Справа боцман судна Невского яхт-клуба в укороченном пальто (бушлате). На рукаве знак за службу у данного судовладельца свыше 2-х лет.
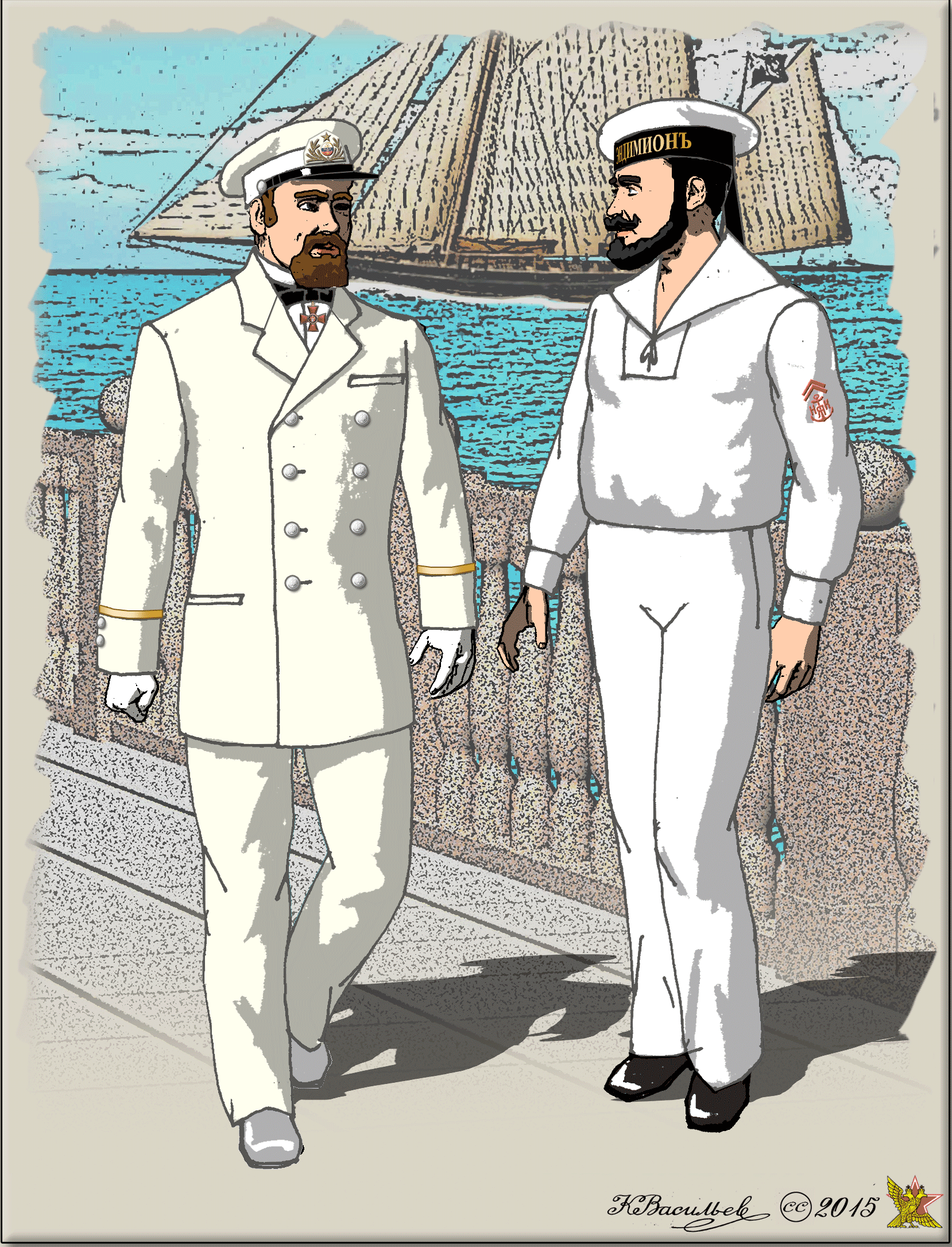
Слева член Комитета Невского яхт-клуба в белом костюме. На рукавах знаки различия члена комитета. Справа матрос судна Невского яхт-клуба в белой форме. На рукаве знак за службу на данной яхте или у данного судовладельца свыше 4-х лет.
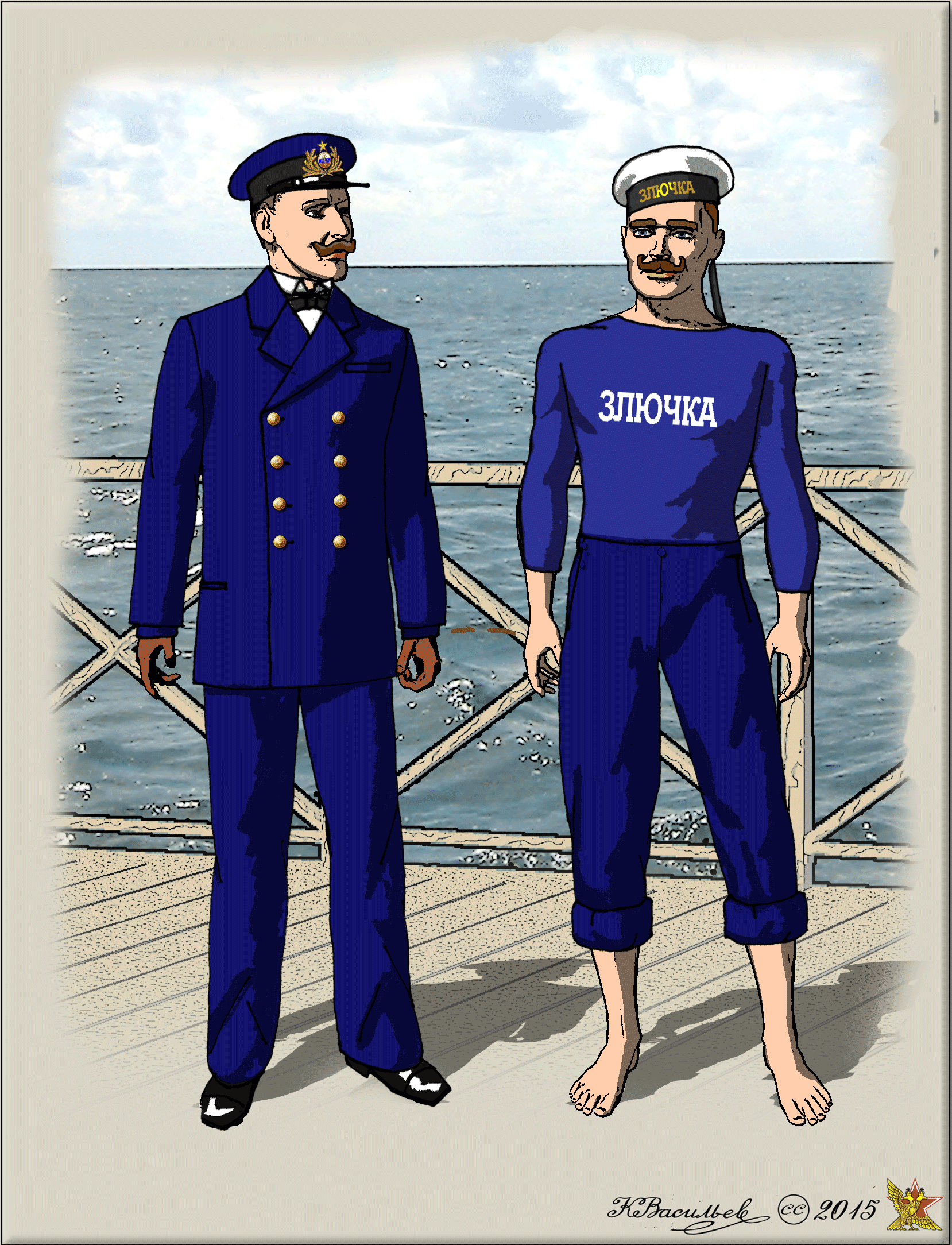
Слева форма вольнонаёмного командного состава судов Невского яхт-клуба. Справа матрос судна Невского яхт-клуба в фуфайке.